# تل اعفر، حماة
تل اعفر (به عربی: تل أعفر) یک روستا در سوریه است که در ناحیه مرکزی مصیاف واقع شده‌است. تل اعفر ۶۱۰ نفر جمعیت دارد.